# Francis Crick
Francis Harry Compton Crick (ur. 8 czerwca 1916 w Northampton, zm. 28 lipca 2004 w San Diego) – angielski biochemik, genetyk i biolog molekularny, laureat Nagrody Nobla w dziedzinie fizjologii lub medycyny w roku 1962. Wraz z Jamesem D. Watsonem, Maurice’em Wilkinsem i Rosalindą Franklin odkrył strukturę molekularną DNA. Pracownik naukowy Laboratorium Biologii Molekularnej na Uniwersytecie Cambridge, członek Towarzystwa Królewskiego w Londynie. Laureat Medalu Copleya.
Pomimo swoich ateistycznych przekonań, był jednym z uczonych negujących możliwość samoistnego powstania życia z materii nieożywionej. Odrzucając możliwość ewolucji chemicznej w warunkach ziemskich, Crick starał się wytłumaczyć pochodzenie życia na Ziemi za pomocą teorii panspermii.

## Kalendarium
- 1951 – początek współpracy z Jamesem Watsonem
- 1953 – ustalenie budowy podwójnej helisy DNA wraz z Jamesem Watsonem
- 1961 – zespół rozwiązuje tajemnicę kodowania białek
- 1962 – Nagroda Nobla, wspólnie z Jamesem Watsonem i Maurice’em Wilkinsem
- 1968 – publikacja książki Podwójna helisa Watsona
- 1977 – Crick zaczyna badania nad mózgiem (Salk Institute)